# Tuba
Tuba je limeno puhačko glazbalo u položini basa: u toj porodici glazbala, ona je predodređena za izvođenje najdubljih tonova. Dužina čunjaste cijevi iznosi 565 cm. Tuba je prvi put napravljena za pruski vojni orkestar 1829. godine. Vijest je brzo stigla u Francusku gdje je Hector Berlioz preporučio zamjenu ophikleide tubom u Fantastičnoj simfoniji. Glazba za tubu se piše u basovskom ključu. Ton tube je mekan i obao. Napravljene su tube raznih veličina i oblika u skladu s raznim lokalnim zahtjevima te je tuba s vremenom postala popularno solističko i orkestralno glazbalo. Prvi koncert za tubu je 1954. skladao Ralph Vaughan Williams.

## Međunarodni dan tube
1979. američki glazbenik Joel Day predložio je da se jedan dan u godini proglasi Međunarodnim danom tube (engl. International Tuba Day; njem: Welt-Tuba-Tag). Od 1982. taj se dan redovito obilježava prvoga petka u svibnju: toga se dana održavaju koncerti tubista te priređuju predavanja i izložbe puhačkih glazbala, posebice raznih tuba. Sva ta događanja organiziraju se sa željom da se i širu javnost bolje upozna s tubistima, njihovom glazbom i glazbalima, ali i problemima s kojima se kao glazbenici često susreću u svom umjetničkom zvanju i djelovanju.

## Vanjske poveznice

### Sestrinski projekti
|  | Zajednički poslužitelj ima još gradiva o temi Tuba |

### Mrežna sjedišta
- Proleksis enciklopedija Online: Tuba
- Vienna Symphonic Library: Basstuba in F  Arhivirana inačica izvorne stranice od 5. studenoga 2013. (Wayback Machine) (njem.) (engl.)
- Internationa Tuba Day (engl.)
- The Tuba Discography  Arhivirana inačica izvorne stranice od 3. kolovoza 2001. (Wayback Machine) (engl.)